# Sergentomyia iranicus
Sergentomyia iranicus är en tvåvingeart som först beskrevs av Lewis och Mesghali 1961.  Sergentomyia iranicus ingår i släktet Sergentomyia och familjen fjärilsmyggor. Inga underarter finns listade i Catalogue of Life.
Artens utbredningsområde är Iran och Afghanistan.